# Гребенюк Тарас Олександрович
 Тарас Олександрович Гребенюк (нар. 23 серпня 1971, Запоріжжя, УРСР) — радянський та український футболіст, воротар, після закінчення виступів — футбольний тренер.

## Клубна кар'єра
Вихованець ДЮСШ «Металург» (Запоріжжя). У 1988 році розпочав кар'єру в вінницькій «Ниві», а в 1990 році перейшов до аматорського клубу «Сокіл» (Гайсин). 1992 року дебютував у чемпіонаті України в футболці севастопольської «Чайки». Влітку 1992 року приєднався до клубу «Агротехсервіс» (Суми), а по завершенні сезону 1992/93 років повернувся до Запоріжжя, дестав гравцем клубу «Віктор» (Запоріжжя).
У вересні 1994 року перейшов до запорізького «Металурга», в складі якого виступав протягом наступних 8-ми сезонів. В липні 2002 року перейшов до київського «Арсеналу», але так і не зігравши жодного офіційного поєдинку, під час зимової перерви в чемпіонаті приєднався до сумського «Спартака». Влітку 2003 року підсилив склад харківського «Металіста», в футболці якого й завершив кар'єру професіонального гравця.

## Кар'єра в збірній
У 1998 році отримав виклик до складу національної збірної України, але на поле так і не вийшов.

## Кар'єра тренера
По завершенні кар'єри гравця одразу ж розпочав займатися тренерською діяльністю. З літа 2004 року працював у тренерському штабі мінського «Динамо». У 2006 році допомагав тренувати воротарів у владикавказькому «Спартаку». З липня 2007 по лютий 2010 років працював з воротарями в криворізькому «Кривбасі». Потім нетривалий період працював з резервістами дніпропетровського «Дніпра», а в липні 2010 року був запрошений до тренерського штабу київського «Арсеналу», де він також допомагав тренувати воротарів.
У січні 2014 року перейшов на посаду тренера воротарів у «Черкаському Дніпрі». У червні 2015 року приєднався до тренерського штабу тираспольського «Шерифа», де також тренував воротарів.
З 2017 року став працювати в тренерському штабі рівненського «Вереса». Наступного року команда була реорганізована у «Львів», зайнявши місце рівненчан у Прем'єр-лізі, там же продовжив працювати і Гребенюк. У квітні 2019 року, після звільнення головного тренера городян Юрія Бакалова, Гребенюк в одному матчі Прем'єр-ліги був в.о. головного тренера команди, але львів'яни програли «Олександрії» (1:2). Через день після цього було призначено нового головного тренера команди Богдана Блавацького, а Гребенюк повернувся до роботи з воротарями.